# Nueva Palestina, Villaflores
Nueva Palestina är en ort i Mexiko.   Den ligger i kommunen Villaflores och delstaten Chiapas, i den sydöstra delen av landet, 700 km sydost om huvudstaden Mexico City. Nueva Palestina ligger 814 meter över havet och antalet invånare är 179.
Terrängen runt Nueva Palestina är kuperad. Runt Nueva Palestina är det ganska glesbefolkat, med 47 invånare per kvadratkilometer. Omgivningarna runt Nueva Palestina är en mosaik av jordbruksmark och naturlig växtlighet.